# 公式セルフカバーベスト 4半世紀
『公式セルフカバーベスト 4半世紀』（こうしきせるふかばーべすと　しはんせいき）は、筋肉少女帯のセルフカバーアルバム。

## 概要
メジャーデビュー25周年を記念して制作された新曲含むセルフカバーアルバム。

## 収録曲
1. 中2病の神ドロシー 〜筋肉少女帯メジャーデビュー25th記念曲
(作詞：大槻ケンヂ / 作曲：橘高文彦）
新曲。
元メンバーの太田明が15年ぶりに筋肉少女帯のレコーディングに参加。
2. 妖精対弓道部 〜「妖精対弓道部」主題歌
（作詞：大槻ケンヂ / 作曲：本城聡章）
新曲。
3. 日本印度化計画
（作詞：大槻ケンヂ / 作曲：大槻ケンヂ）
4. 踊るダメ人間
（作詞：大槻ケンヂ / 作曲：大槻ケンヂ、内田雄一郎、筋肉少女帯）
5. 釈迦
（作詞：大槻ケンヂ / 作曲：大槻ケンヂ、内田雄一郎）
6. 香菜、頭をよくしてあげよう
（作詞：大槻ケンヂ / 作曲：本城聡章、筋肉少女帯）
7. 機械
（作詞：大槻ケンヂ / 作曲：本城聡章、筋肉少女帯）
8. 再殺部隊
（作詞：大槻ケンヂ / 作曲：橘高文彦、筋肉少女帯）
9. 蜘蛛の糸
（作詞：大槻ケンヂ / 作曲：大槻ケンヂ、筋肉少女帯）
10. キノコパワー
（作詞：大槻ケンヂ / 作曲：三柴江戸蔵）
11. パノラマ島へ帰る
（作詞：大槻ケンヂ / 作曲：大槻ケンヂ）
12. くるくる少女
（作詞：大槻ケンヂ / 作曲：橘高文彦、筋肉少女帯）
13. 孤島の鬼
（作詞：大槻ケンヂ / 作曲：内田雄一郎）

全編曲：筋肉少女帯

## 演奏者
- 大槻ケンヂ - ボーカル
- 橘高文彦 - ギター
- 本城聡章 - ギター
- 内田雄一郎 - ベース
- 長谷川浩二 - ドラム(サポート)
- 三柴理 - キーボード(サポート)
- 太田明 - ドラム(サポート)